# Свети Илия (Коилово)
„Свети пророк Илия“ (на сръбски: Храм св. пророка Илије) е възрожденска православна църква в неготинското село Коилово (Ковилово), североизточната част на Сърбия. Част е от Тимошката епархия на Сръбската православна църква.
Църквата е изградена центъра на селото в 1887 година, когато то все още е в рамките на Княжество България. В същата година стенописите в храма са изписани от Евгений Попкузманов.